# Phaea rufiventris
Phaea rufiventris är en skalbaggsart som beskrevs av Bates 1872. Phaea rufiventris ingår i släktet Phaea och familjen långhorningar. Inga underarter finns listade i Catalogue of Life.